# Bocksbeutel

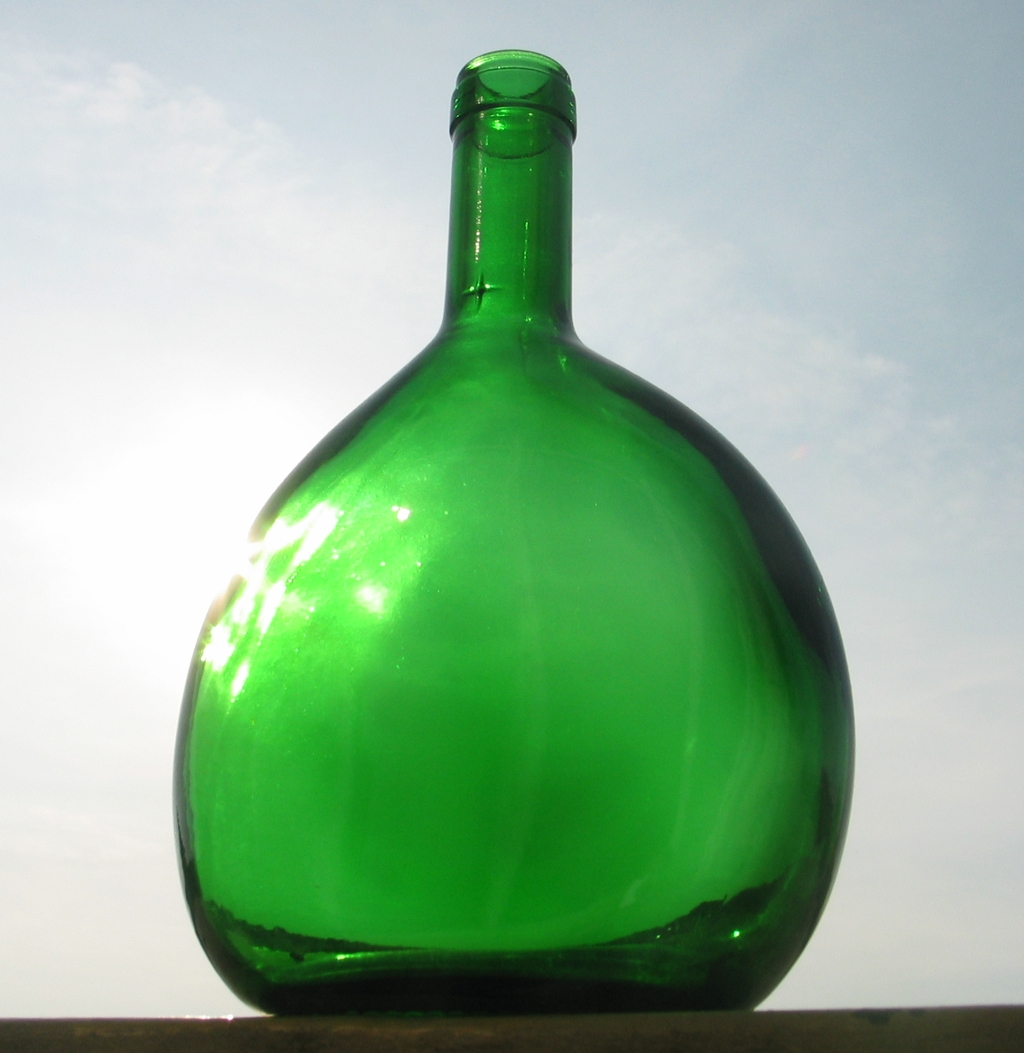
En bocksbeutel.

Bocksbeutel (även boxbeutel) är en korthalsad vinflaska i form av ett från sidorna tillplattat klot. Bocksbeutel används för frankiska viner såsom Steinwein.